# Euphranta apicalis
Euphranta apicalis är en tvåvingeart som beskrevs av Friedrich Georg Hendel 1915. Euphranta apicalis ingår i släktet Euphranta och familjen borrflugor. Inga underarter finns listade i Catalogue of Life.